# دی‌ان‌ای اوریگامی
دی‌ان‌ای اوریگامی به فناوری ساختن اشکالی خاص از مولکول دی‌ان‌ای در فضای دو یا سه بُعدی در مقیاس نانو گفته می‌شود. واژه اوریگامی در عنوان یادآور هنر ساختن اشکال گوناگون با استفاده از کاغذ است با این تفاوت که در دی‌ان‌ای اوریگامی ماده اصلی‌ای که مورد استفاده قرار می‌گیرد، رشته دی‌ان‌ای است. علت استفاده از رشته دی‌ان‌ای در این فناوری آن است که اجزا تشکیل‌دهنده دی‌ان‌ای که همان نوکلئوتید‌های C, T, A و G می‌توانند دوبه‌دو با یکدیگر یعنی A با T و C با G پیوندهای هیدروژنی مستحکمی تشکیل دهند. این خاصیت مهم رشته دی‌ان‌ای در طراحی توالی‌های از آن که در دی‌ان‌ای اوریگامی مورد استفاده قرار می‌گیرند، بسیار حائز اهمیت است. دی‌ان‌ای مادهٔ است که خواص گوناگون آن به خوبی شناخته شده‌است و از ویژگی‌های آن که در بالا نیز اشاره شد، استحکام بالا در ساختار خود است که این سبب می‌شود از آن به عنوان داربست‌هایی که مولکول‌های دیگر را در مکانی ثابت نگه می‌دارند یا همچنین طراحی ساختارهای به تنهایی از آن که کارکردهای متفاوتی دارند، مورد استفاده قرار گیرد.

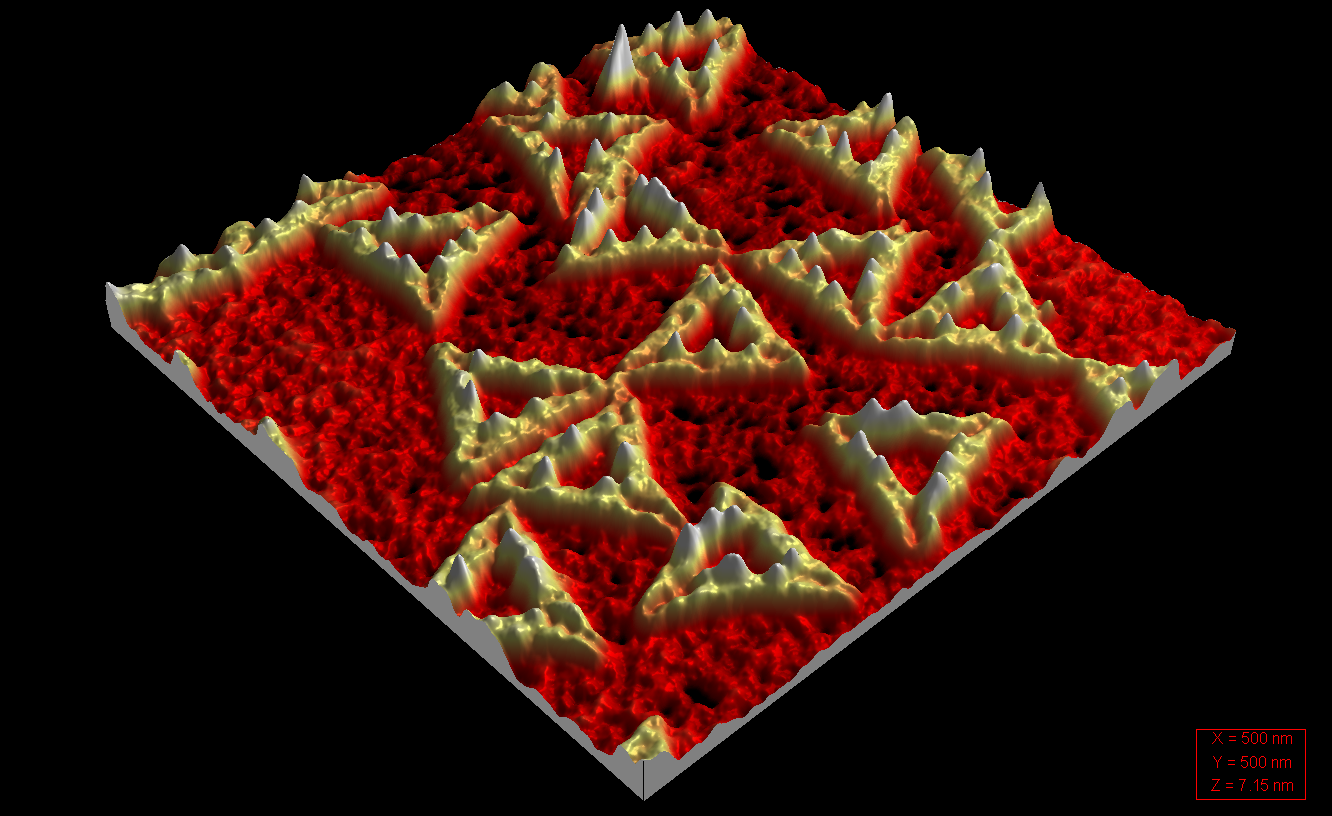
تصویر اسکن‌شده از روی ریزآرایه دی‌ان‌ای اوریگامی که به شکل مثلثی ساختاردهی شده‌اند.

مطالعات انجام شده بر روی دی‌ان‌ای اوریگامی، کاربردهای گوناگونی از آن را بدست آورده‌اند که می‌توان از بین آن‌ها به نقش دی‌ان‌ای اوریگامی در سیستم انتقال‌دهنده دارو در بدن بیمار یا کاربرد آن در مدارات انتقال‌دهنده جریان در سیستم‌های پلاسمونی اشاره کرد. با این حال بیشتر کاربردها و استفاده‌هایی که می‌توان برای دی‌ان‌ای اوریگامی متصور بود در مرحله ایده‌پردازی یا تست قرار دارند.

## تاریخچه
ایدهٔ استفاده از رشته دی‌ان‌ای به عنوان ماده اولیه برای ساختن اشکال و ساختارهای متفاوت، برای اولین بار در دهه ۸۰ میلادی توسط نادریان سیمن مطرح شد اما روشی که در حال حاضر برای ساختن دی‌ان‌ای اوریگامی‌ها مورد استفاده قرار می‌گیرد توسط پاول روثموند از موسسه فناوری کالیفرنیا بیان شد. فناوری دی‌ان‌ای اوریگامی که برای اولین بار به عنوان داستان مجله معتبر نیچر در سال ۲۰۰۶ مورد بررسی قرار گرفته بود تا به امروز پیشرفت‌های بسیاری کرده‌است و کاربرهای گوناگونی از آن مشخص شده‌است.

## نحوه ساختن دی‌ان‌ای اوریگامی

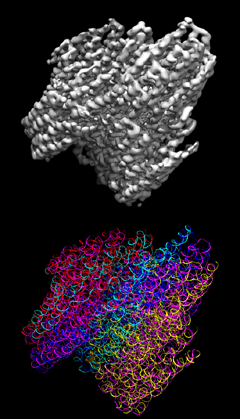
دی‌ان‌ای اوریگامی که با استفاده از دی‌ان‌ای ویروس ساخته شده‌است و با میکروسکوپ الکترونی نمایش داده شده‌است.

فرایند ساختن اشکال دی‌ان‌ای اوریگامی شامل پیچ و تاب دادن به یک رشته بلند دی‌ان‌ای ویرویس که معمولاً دارای بلندی حدود ۷۳۰۰ زوج نوکلئوتید است و تعدادی رشته‌های کوتاه‌تر از دی‌ان‌ای که به عنوان «ستون» یا کمک برای حفظ شکل و ساختار رشتهٔ بلند مورد استفاده قرار می‌گیرند. این رشته‌های کوتاه‌تر به نواحی مختلف رشتهٔ دی‌ان‌ای بلندتر متصل می‌شوند و به عنوان پایه و ستون استفاده می‌شوند و در نتیجهٔ این کار اشکال و ساختارهای متفاوتی را در فضاهای دو یا سه بعدی ایجاد می‌کنند.
مثال‌هایی از فرایند ذکر شده را می‌توان در اشکال زیر مشاهده کرد:
به منظور اینکه ساختار یا الگو موردنظر خود را با استفاده از رشتهٔ دی‌ان‌ای تولید کنیم، ابتدا باید ساختار موردنظر خود از دی‌ان‌ای را با تکنیک raster fill در دو یا سه بعد رسم کنیم سپس با استفاده از نرم‌افزاری مانند caDNAno که بر اساس برنامهٔ کامپیوتری CAD توسعه یافته‌است، مکان‌هایی را که هر یک از «ستون» ها (رشته دی‌ان‌ان‌های کوتاه‌تر) باید بر روی رشته دی‌ان‌ای بلندتر قرار گیرند، مشخص می‌شود. هر یک از این ستون‌ها باید بر روی ناحیهٔ خاصی از دی‌ان‌ای متصل شوند. توالی‌های ستون‌ها باید از قبل طراحی و مشخص شوند زیرا هر ستون طبق Watson-Crick base pairing قابلیت اتصال به یک سری الگوهای خاص از رشته دی‌ان‌ای را دارد. رشته دی‌ان‌ای در ابتدا مخلوط سپس گرم شده و ستون‌های طراحی شده به نواحی موردنظرشان متصل می‌شوند و در انتها سرد می‌شود. با سرد شدن رشته دی‌ان‌ای ستون‌ها در مکان‌هایشان مستحکم می‌شوند و ساختار موردنظر را تشکیل می‌دهند. طراحی نهایی با روش‌های گوناگونی مانند میکروسکوپ الکترونی، میکروسکوپ نیروی اتمی یا میکروسکوپ فلوئورسانس قابل مشاهده است.
روش‌های خودسامانی پایین به بالا (bottom-up) که ارزان هستند و قابلیت تولید موازی ساختارهای نانو را دارند، جایگزین‌های مناسبی برای روشی که در بالا گفته شد، هستند.

## کاربردها
کاربردهای متفاوتی که قابلیت عملی‌سازی را دارند در زمینه دی‌ان‌ای اوریگامی پیشنهاد شده‌است که شامل عدم تحریک آنزیم‌ها، سیستم انتقال‌دهنده دارو در بدن یا نقش‌های در فناوری‌های نانو به عنوان ماده خودسامانده است. اگرچه شاید دی‌ان‌ای به دلیل ساختار مستحکم و قابلیت انطباقش در برابر واکنش‌های کاتالیستی، اولین انتخاب برای ساختن ساختارهای فعال و نانورباتیک‌ها نباشد اما مقالات جدید احتمال قابلیت حرکت و تغییر در دی‌ان‌ای اوریگامی‌ها را به منظور محاسبات الگوریتمی آزمایش کرده‌اند. در ادامه به برخی از کاربردهای دی‌ان‌ای اریگامی که در موسسات تحقیقاتی بدان دست پیدا کرده‌اند را بیان می‌کنیم:
محققان دانشگاه هاروارد با استفاده از تکنولوژی دی‌ان‌ای اوریگامی قادر به ساخت سیستم انتقال‌دهنده دارویی خودسامان‌ده و خود تخریب‌گر شده در مرحله تست در آزمایشگاه شده‌اند. این سیستم انتقال‌دهنده به شکلی کار می‌کند که پروتئینی که باعث بیماری شده‌است را جستجو و تشخیص می‌دهد و به محض تشخیص درست آن دارو را منتشر می‌کند. اولین بیماری‌هایی که محققان بر روی آن آزمایش کردند سرطان خون و لنفوم بود.
نانوبات‌هایی که از دی‌ان‌ای اوریگامی‌ها ساخته شده‌اند نشان‌داده شده‌است که دارای ظرفیت محاسباتی و قابلیت انجام وظایف از پیش برنامه‌ریزی شده در داخل ارگانیسم‌های زنده هستند. این تحقیقات توسط محققان دانشگاه هاروارد و دانشگاه برایلان انجام شده‌است. این محققان برای اثبات این حقیقیت، نانوبات‌هایی را وارد بدن سوسک زنده‌ای کردند و مسیر حرکت نانوبات‌های را مشخص کردند. این مسیرها دقیقاً به سلول هدف می‌رسیدند. تعاملات بین این نانوبات‌ها و کنترل آن‌ها معادل با سیستم‌های کامپیوتری است. پیچیدگی‌های عملیات‌های منطقی، اهداف و تصمیم‌گیری‌ها با افزایش تعداد نانوبات‌ها افزایش می‌یابد.

## روش‌های مشابه
یکی از ایده‌ها استفاده از روش‌های طراحی پروتئین به منظور بدست آوردن نتیجهٔ مشابه‌ای که توسط فناوری دی‌ان‌ای اوریگامی بدست می‌آید. محققان در حال کار بر روی طراحی منطقی تاشدگی‌های پروتئین هستند تا بتوانند الگوها و اشکالی را بسازند که مشابه آن در فناوری دی‌ان‌ای اوریگامی تا به حال دیده شده‌اند. تمرکز اصلی تحقیقات بر روی طراحی تاشدگی‌های پروتئین بر سیستم انتقال دارو و متصل‌کردن آنتی‌بادی‌ها بر پروتئین‌ها متمرکز است.